# Georges Métayer
Pour les articles homonymes, voir Métayer.
Georges Métayer, né le 29 décembre 1869 à Blainville-Crevon et mort le 6 mars 1945 à Rouen, est un homme politique français. Il est notamment maire de Rouen du 17 mai 1929 au 17 mai 1935 puis du 4 novembre 1935 au 9 juin 1940.

## Biographie
Ancien élève de l'institution Join-Lambert passé à la gauche anticléricale, il est issu d’une famille de petits fonctionnaires catholiques. Après avoir fait son droit à Paris, il s’inscrit au barreau de Rouen en 1890. Avocat à 21 ans, il tire de son métier une certaine aisance dont témoigne, à la fin de sa vie, son habitation à Rouen au 55, boulevard de la Marne. Marié en 1919 avec la fille d’un confrère parisien, Marguerite Beaufils, elle-même âgée de 45 ans, Georges Métayer ne devait pas avoir de descendance. En 1926, il devient bâtonnier des avocats.
Élu en 1923 conseiller général pour le 3e canton sous l'étiquette Républicain radical, il rompt avec le Parti républicain démocratique et social dès l'année suivante et rallie le parti radical, alors structurellement inexistant à Rouen. Secondé par Maurice Poissant, il réorganise les comités radicaux sur la base du centralisme et faisant de l'organisation un parti politique moderne, à l'image du travail entamé plus tôt au sein de la Fédération républicaine de la Seine-Inférieure. Il est élu au scrutin de ballotage conseiller municipal en 1925 et devient le chef de l'opposition. Adversaire de Louis Dubreuil (maire bleu horizon du 3 novembre 1922 au 24 avril 1928), il profite de l'incendie de l'hôtel de ville en 1926 et du scandale des assurances qui s'ensuivit pour faire éclater la majorité municipale. Il remporte les élections municipales de 1929 contre le docteur Alfred Cerné (maire de Rouen du 24 avril 1928 au 17 mai 1929).
Élu député de la 1re circonscription en 1932, il refuse de briguer un second mandat à la mairie, en raison de sa tiédeur envers le Front populaire. Le premier adjoint Eugène Richard, partisan d'une union des gauches élargie au Parti communiste, remporte ainsi la mairie grâce à l'apport des voix d'extrême gauche. Sa mort prématurée le 25 septembre 1935 précipite le retour de Georges Métayer sur le devant de la scène municipale à l'occasion d'élections complémentaires qu'il remporte triomphalement. Candidat à sa propre succession aux élections législatives de 1936, il est contraint, sous peine de défaite, de donner son adhésion au Front populaire pendant l'entre-deux-tours. Il est nommé vice-président du parti radical en 1936. Parallèlement, il conserve son siège au conseil général.
Ayant quitté la ville, lors de l’arrivée des Allemands en juin 1940, il est remplacé à la mairie par l’un de ses adjoints le 9 juin 1940 : Maurice Poissant, nommé par l’Occupant.
Il meurt à 76 ans, après la Libération. Bien qu'il n'ait jamais caché ses sympathies pour la franc-maçonnerie et la libre-pensée, ses funérailles se déroulent à l'église Saint-Patrice. Il est enterré au Cimetière monumental. L'ancienne avenue du Cimetière-Monumental à Rouen porte désormais son nom.

## Distinctions
- Chevalier de la Légion d'honneur
- Chevalier de l'ordre de Léopold
- Commandeur de l'ordre du Lion blanc
- Médaille d'honneur de la mutualité (or)
- Officier de l'Instruction publique